# Gliese 777
Gliese 777 (talvolta abbreviato in Gl 777 o GJ 777) è un sistema stellare situata nella costellazione del Cigno, posto a 51,8 anni luce.

## Sistema stellare
Il sistema è composto da due stelle (forse anche una terza). Gliese 777A (HD 190360 / LHS 3510), è una stella subgigante di tipo spettrale G6IV, con una magnitudine apparente di +5,71. È una stella simile al Sole, ma molto più antica, con un'età stimata tra i 6 e i 10 miliardi di anni, con una temperatura superficiale di 5417 K.
La sua compagna Gliese 777B (LHS 3509) è una nana rossa, con magnitudine +14,4 che orbita ad una distanza di 3000 UA dalla sua compagna.

## Pianeti extrasolari
Nel 2005 sono stati scoperti due pianeti extrasolari che ruotavano attorno a Gliese 777 A. Il pianeta più interno, con una massa paragonabile a quella di Nettuno, al 2005 era il più piccolo pianeta scoperto.
| Pianeta                                  | Tipo             | Massa   | Periodo orb.                     | Sem. maggiore | Eccentricità | Scoperta |
| ---------------------------------------- | ---------------- | ------- | -------------------------------- | ------------- | ------------ | -------- |
| Ac                                       | Nettuniano caldo | > 19 M⊕ | 17,1 ± 0,015 giorni - 0,047 anni | 0,128 UA      | 0,107        | 2005     |
| Ab                                       | Supergioviano    | 1,8 MJ  | 7,815 anni                       | 3,92 UA       | 0,34         | 2003     |
| Rappresentazione schematica del sistema. |                  |         |                                  |               |              |          |